# NIC-35C
La NIC-35C  es una importante carretera nacional clasificada como troncal principal en Nicaragua. Esta vía comienza en el Sur, conectándose con la NIC-26 a la altura de El Jicaral, Departamento de León y culmina en la Avenida Central en el centro de Santa Rosa del Peñón en el departamento de León. 

## Extensión
Con una extensión de 5,95 millas (9,6 km), la NIC-35C juega un rol clave en la conectividad y transporte de la región.